# Mont-de-Galié
Mont-de-Galié là một xã thuộc tỉnh Haute-Garonne trong vùng Occitanie tây nam nước Pháp. Xã này nằm ở khu vực có độ cao trung bình 775 mét trên mực nước biển.